# Nestore Pelicelli
Don Nestore Pelicelli (Colorno, 17 settembre 1871 – Parma, 27 settembre 1937) è stato un religioso, scrittore e fotografo italiano.

## Biografia
Nestore Pelicelli frequentò le scuole elementari a Parma, poi entrò in Seminario e venne ordinato sacerdote a Carignano il 22 settembre 1894 da monsignor Francesco Magani. Fu vice cancelliere della Curia vescovile (1895-96), coadiutore nella chiesa di San Bartolomeo a Parma e dall'autunno 1896 professore di fisica e matematica nel Seminario maggiore, incarico che tenne fino al 1912. 
In maggio del 1896 venne nominato cappellano della chiesa di Santa Maria della Steccata, di cui diventò prefetto nel 1902. Nel 1909 fu insignito del titolo di Cavaliere della Corona d'Italia e nel 1912 di Cavaliere Ufficiale.
Nel 1900 il Ministero della Pubblica Istruzione lo nominò ispettore onorario dei Monumenti della Città di Parma. Questo riconoscimento dimostra la grande stima di cui egli godette per gli studi sulla storia di Parma da lui compiuti. Fu socio corrispondente della Regia deputazione di Storia Patria di Parma e della Società Nazionale per la Storia del Risorgimento Italiano.

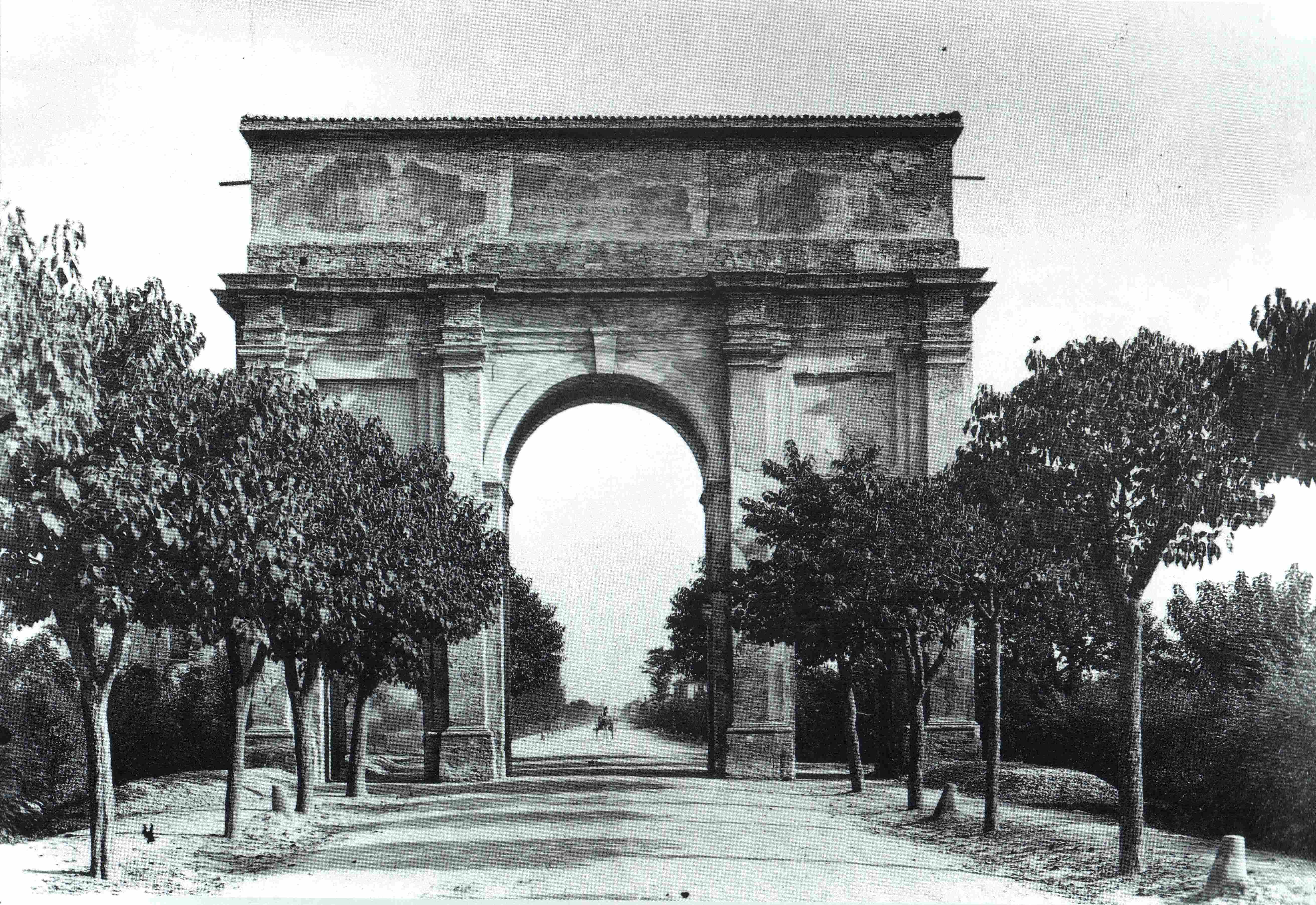
L'arco di San Lazzaro fotografato da Nestore Pelicelli nel 1910.

Per i suoi studi e le sue ricerche viaggiò in Grecia, Egitto, Palestina, India, Turchia, Francia e Germania. Tra le sue prime pubblicazioni di carattere storico il volume Il Concilio di Guastalla (1906). Nello stesso anno pubblicò la Guida storica, artistica e monumentale della Città di Parma, riedita dopo poco tempo col titolo Parma Monumentale, di cui si ebbero quindici edizioni. Pubblicò anche una Guida Commerciale della Città e Provincia di Parma.
Nel 1936 pubblicò I Vescovi della Chiesa Parmense e l'anno seguente Signorie Feudali di Parma e suo Contado. A queste opere maggiori vanno aggiunte molte monografie di carattere storico-religioso, come La Cappella Corale della Steccata (1916), Vita di S. Bernardo degli Uberti (1923), Il Vescovado di Parma (1924), San Francesco del Prato e I Frati minori di Parma nel secolo XIII (1926). Altri lavori storico artistici furono Il Palazzo del Giardino (1930), Storia dell'Ospedale Maggiore (1935), Storia della Musica (1936), Busseto (1926), Salsomaggiore e dintorni (1920), I Monumenti dell'Agro Parmense, Nostra Signora della Cisa (1930), Pier Maria Rossi e i suoi Castelli, Palazzo vecchio del Comune di Parma, Palazzo del Capitano del Popolo di Parma, Dante e gli Alighieri di Parma (1921), Claudio Merulo (1904).
Don Pelicelli fu anche un collaboratore della Rivista Storica Benedettina, della Guida d'Italia del Touring Club Italiano, di Note d'Archivio per la Storia musicale, del Kunsterlexikon di Lipsia, dell'Institut Historique Belge e della  Enciclopedia Italiana Treccani. Fu inoltre un importante rappresentante del dilettantismo fotografico parmense. Scoprì la fotografia intorno ai trent'anni, e nel 1901 si procurò una fotocamera Koristka con obiettivo Zeiss anastigmatic. In seguito arricchì la sua dotazione con altri obiettivi per meglio documentare i suoi non comuni interessi artistici e storici. Instancabile viaggiatore, percorse in lungo e in largo, anche a piedi, l'Appennino parmense, alla ricerca di soggetti naturali o monumentali. Tra i suoi dossier fotografici da sottolineare quello sui castelli del Parmense.